# Ardin Dallku
Ardin Dallku (Vučitrn, 1º novembre 1994) è un calciatore kosovaro, difensore del Vushtrria.

## Biografia
Nato a Vučitrn nell'allora provincia autonoma jugoslava del Kosovo, ha anche un fratello più grande, Armend, allenatore della squadra in cui milita.

## Carriera

### Club
Il 10 dicembre 2016 debutta nella massima serie ucraina con la maglia del Vorskla, nella partita contro il Volyn', terminata 0-1, con la vittoria del Vorskla.

### Nazionale
Esordisce con la nazionale kosovara il 13 novembre 2013 nella partita amichevole tra Kosovo-Lettonia (4-3).

## Statistiche

### Presenze e reti nei club
Statistiche aggiornate all'8 marzo 2020.
| Stagione        | Squadra         | Campionato      | Campionato | Campionato | Coppe nazionali | Coppe nazionali | Coppe nazionali | Coppe continentali | Coppe continentali | Coppe continentali | Altre coppe | Altre coppe | Altre coppe | Totale | Totale |
| Stagione        | Squadra         | Comp            | Pres       | Reti       | Comp            | Pres            | Reti            | Comp               | Pres               | Reti               | Comp        | Pres        | Reti        | Pres   | Reti   |
| --------------- | --------------- | --------------- | ---------- | ---------- | --------------- | --------------- | --------------- | ------------------ | ------------------ | ------------------ | ----------- | ----------- | ----------- | ------ | ------ |
| 2015-2016       | Vorskla         | PL              | 0          | 0          | CU              | 2               | 0               | UEL                | -                  | -                  | -           | -           | -           | 2      | 0      |
| 2016-2017       | Vorskla         | PL              | 12         | 0          | CU              | 0               | 0               | UEL                | -                  | -                  | -           | -           | -           | 12     | 0      |
| 2017-2018       | Vorskla         | PL              | 30         | 1          | CU              | 3               | 0               | -                  | -                  | -                  | -           | -           | -           | 33     | 1      |
| 2018-2019       | Vorskla         | PL              | 18         | 1          | CU              | 1               | 0               | UEL                | 5                  | 0                  | -           | -           | -           | 24     | 1      |
| Totale Vorskla  | Totale Vorskla  | Totale Vorskla  | 60         | 2          |                 | 6               | 0               |                    | 5                  | 0                  |             | -           | -           | 71     | 2      |
| gen.-giu. 2020  | Škendija        | PL              | 2          | 0          | CM              | 0               | 0               | UCL+UEL            | -                  | -                  | -           | -           | -           | 2      | 0      |
| Totale carriera | Totale carriera | Totale carriera | 62         | 2          |                 | 6               | 0               |                    | 5                  | 0                  |             | -           | -           | 73     | 2      |

### Cronologia presenze e reti in nazionale
| Cronologia completa delle presenze e delle reti in nazionale ― Kosovo | Cronologia completa delle presenze e delle reti in nazionale ― Kosovo | Cronologia completa delle presenze e delle reti in nazionale ― Kosovo | Cronologia completa delle presenze e delle reti in nazionale ― Kosovo | Cronologia completa delle presenze e delle reti in nazionale ― Kosovo | Cronologia completa delle presenze e delle reti in nazionale ― Kosovo | Cronologia completa delle presenze e delle reti in nazionale ― Kosovo | Cronologia completa delle presenze e delle reti in nazionale ― Kosovo |
| Data                                                                  | Città                                                                 | In casa                                                               | Risultato                                                             | Ospiti                                                                | Competizione                                                          | Reti                                                                  | Note                                                                  |
| --------------------------------------------------------------------- | --------------------------------------------------------------------- | --------------------------------------------------------------------- | --------------------------------------------------------------------- | --------------------------------------------------------------------- | --------------------------------------------------------------------- | --------------------------------------------------------------------- | --------------------------------------------------------------------- |
| 13-11-2017                                                            | Kosovska Mitrovica                                                    | Kosovo                                                                | 4 – 3                                                                 | Lettonia                                                              | Amichevole                                                            | -                                                                     | 70’                                                                   |
| 14-10-2018                                                            | Tórshavn                                                              | Fær Øer                                                               | 1 – 1                                                                 | Kosovo                                                                | UEFA Nations League 2018-2019 - 1º turno                              | -                                                                     |                                                                       |
| Totale                                                                |                                                                       | Presenze                                                              | 2                                                                     |                                                                       | Reti                                                                  | 0                                                                     |                                                                       |